# Вихрен (пещера)
Вижте пояснителната страница за други значения на Вихрен.
Вихрен или Вихренска пропаст е пропастна пещера в Пирин, близо до връх Вихрен, на източния му ръб. Тя е една от най-дълбоките пещери в Пирин и една от най-високо разположените в района между Алпите и Кавказ. Защитен природен обект. В ранните етапи на проучването ѝ се среща под името Каза̀на, а до 1976 година носи името Вихрен I.
Разположена е на 2630 m н.в. Дължината ѝ е 396 m, дълбочината 202 m.
Пещерата е образувана в силно наклонени протерозойски мрамори. Трудна е за проникване. Има 4 отвеса: първият е 45 m, вторият – 35 m, третият – 41 m и последният – 16 m. В началната част има ледени образувания и водопади.
Първите сведения за пещерата са от полски спелеолози. Изследвана е от няколко експедиции. Пещерняци от СПК „Академик“ я проучват и картират до дълбичина -132 m (1976 – 1979), пещерняци от софийския ПК „Хеликлит“ откриват и изследват нови части (1995 – 1996), като по това време тя е най-дълбоката пещера в Пирин (-170 m).  Към 2023 година установената ѝ дължина е 394 m, а дълбочината 202 m.
Във „Вихренската пропаст“ са открити ручейникът Micropterna caesareica (Trichoptera) и други видове.
Пещерата е обявена за защитен природен обект с площ 0,3 ha със Заповед 1147 от 19 април 1976 година.
Хижите „Вихрен“ и „Бъндерица“ са изходните точки към пещерата.